# Primal Scream
Primal Scream blev dannet i 1984 af Bobby Gillespie, mens han stadig fungerede som trommeslager i Jesus & Mary Chain. Denne gruppe forlod han i 1986, hvorefter der for alvor kom gang i Primal Scream, der i starten lagde sig musikalsk op af Rolling Stones.
Med 'Sonic Flower Groove' og 'Primal Scream' fik gruppen etableret sig på indiescenen. Begge albums introducerede Gillespie's lakoniske og misantropiske stemme, hvis militante kantethed forstod at tage opmærksomheden fra det ikke specielt dybe tekstunivers.
I 1991 udkom Primal Screams nok bedste album; det elektroniske 'Screamadelica, hvor gruppen havde fået hjælp fra superproduceren Andrew Weatherall. Det resulterede i en farvestrålende og lettere psykedelisk blanding af pop, ambient, dance og rock.
Til de flestes skuffelse vendte Primal Scream på 'Give Out But Don't Give Up' tilbage til den Rolling Stones-inspirerede rock. Albummet, der blev mødt med overvældende kritik, skadede gruppens omdømme, der dog blev genoprettet med 'Vanishing Point', der atter engang drog veksler på den elektroniske musik.
Med 'XTRMNTR' fra 2000 leverede Primal Scream deres mest aggressive album. Støjniveauet var her skruet gevaldigt op, hvilket blev gentaget på den efterfølgende 'Evil Heat'.
Til trods for at gruppen altid har høstet størst anerkendelse, når de inkorporerede elektroniske elementer, har de lige udsendt albummet 'Riot City Blues', der højst overraskende er en tilbagevenden til den Rolling Stones-inspirerede rhytm'n'blues-lyd, der også kendetegnede 1994-udspillet 'Give Out But Don't Give Up'.

## Diskografi

### Albums
- 1987: Sonic Flower Groove
- 1989: Primal Scream (album)
- 1991: Screamadelica
- 1994: Give Out But Don't Give Up
- 1997: Vanishing Point
- 1997: Echo Dek
- 2000: XTRMNTR
- 2002: Evil Heat
- 2006: Riot City Blues